# توم دالتون
توم دالتون (بالإنجليزية: Tom Dalton)‏ هو نقابي وسياسي أسترالي، ولد في 1904 في أستراليا، وتوفي في 16 أغسطس 1981 في أستراليا. حزبياً، نشط في حزب العمال الأسترالي. وقد انتخب عضو الجمعية التشريعية نيو ساوث ويلز.